# Jean-Baptiste Dequeux de Beauval
Jean-Baptiste Charles Dequeux de Beauval est un homme politique français, né le 13 mars 1751 à Abbeville (Somme) et décédé le 21 octobre 1829 à Abbeville.

## Biographie
Lieutenant particulier en la sénéchaussée de Ponthieu et conseiller au présidial d'Abbeville en 1788, il est député suppléant aux États Généraux. Commissaire du roi à Abbeville, il est élu suppléant à l'assemblée primaire de Picardie en 1791 et admis à siéger comme député de la Somme le 21 décembre 1791, se rangeant avec les modérés. Il est commissaire près le tribunal civil d'Amiens en 1800, puis procureur général du tribunal des douanes à Abbeville.

## Sources
- « Jean-Baptiste Dequeux de Beauval », dans Adolphe Robert et Gaston Cougny, Dictionnaire des parlementaires français, Edgar Bourloton, 1889-1891 [détail de l’édition]